# Strada statale 43 della Val di Non
La strada statale 43 della Val di Non (SS 43) è una strada statale italiana lunga 30,65 km, che mette in comunicazione la Valle dell'Adige con la Val di Sole passando per la Val di Non (da cui il nome).

## Percorso
Ha origine a Cis dalla strada statale 42 del Tonale e della Mendola in località Ponte di Mostizzolo e termina a San Michele all'Adige innestandosi nella strada statale 12 dell'Abetone e del Brennero.
La strada, staccatasi dalla SS 42 del Tonale, costeggia il Lago di Santa Giustina, attraversa i comuni di Cles proseguendo per Tassullo, Taio, Denno, Ton (innesto nei pressi della località Rocchetta con la strada statale 421 dei Laghi di Molveno e Tenno), Mezzolombardo (dove si trova un bivio per la Tangenziale Nord di Trento) e infine San Michele all'Adige, dove dopo aver passato il ponte sull'Adige s'innesta nella SS 12 del Brennero.

### Storia
In seguito al decreto legislativo 2 settembre 1997, n° 320, dal 1º luglio 1998 la gestione delle strade statali nei tratti in trentino è passata dall'ANAS alla Provincia autonoma di Trento mantenendo la classificazione e la sigla di statale (SS).

## Strada statale 43 dir della Val di Non
La strada statale 43 dir della Val di Non diramazione Sarnonico (SS 43 dir) è una strada statale italiana lunga 13,715 km, che collega la strada statale 43 della Val di Non con la strada statale 42 del Tonale e della Mendola.
Ha origine a Dermulo dalla strada statale 43 e termina a Sarnonico innestandosi sulla strada statale 42.
La strada, staccatasi dalla SS 43, passa attraverso i paesi di Sanzeno, Romeno e Cavareno prima di raggiungere la SS 42.

### Storia
In seguito al decreto legislativo 2 settembre 1997, n° 320, dal 1º luglio 1998 la gestione delle strade statali nei tratti in trentino è passata dall'ANAS alla Provincia autonoma di Trento mantenendo la classificazione e la sigla di statale (SS).

## Strada statale 43 rac della Val di Non
La strada statale 43 rac della Val di Non raccordo Ronzone (SS 43 rac) è una breve strada statale italiana lunga 0,645 km che collega la strada statale 43 dir della Val di Non con la strada statale 42 del Tonale e della Mendola.
Il suo compito è quello di deviare il traffico proveniente dalla SS 43 dir nei pressi dei Sarnonico verso la strada statale 42 del Tonale e della Mendola nei pressi di Ronzone in direzione Bolzano-Mendola e viceversa.

### Storia
In seguito al decreto legislativo 2 settembre 1997, n° 320, dal 1º luglio 1998 la gestione delle strade statali nei tratti in trentino è passata dall'ANAS alla Provincia autonoma di Trento mantenendo la classificazione e la sigla di statale (SS).